# Distretto di Pınarbaşı (Kayseri)
Il distretto di Pınarbaşı (in turco Pınarbaşı ilçesi) è uno dei distretti della provincia di Kayseri, in Turchia.